# Mariano Gómez Farfán
Mariano Gómez Farfán fue un político peruano. 
En 1847 fue director del Diario Oficial de Ayacucho. Fue diputado de la República del Perú por la provincia de Cusco entre 1849 y 1853 durante el primer gobierno de Ramón Castilla y José Rufino Echenique. En 1853, fue elegido por la Cámara de Diputados para formar parte de la comisión encargada de elaborar el primer código penal peruano.